# 時の流れに身をまかせ (テレサ・テンのアルバム)
『時の流れに身をまかせ』（ときのながれにみをまかせ）は、テレサ・テンの日本での通算14枚目のオリジナル・アルバムである。1986年7月31日にトーラスレコードからLP盤（レコード品番：28TR-2112）とカセットテープ（規格品番：28TT-1112）形式でリリースされた。全10曲収録。
ディスクジャケット帯のキャッチコピーは「「愛人」に続く待望のオリジナル アルバム。」。

## 概要
トーラスレコード移籍後にリリースした5枚目のオリジナル・アルバムとなった。シングル曲「時の流れに身をまかせ」・「スキャンダル」と本作のために書き下ろされた完全オリジナル曲を収録。
1986年8月21日にトーラスレコードより初CD化（規格品番：35TX-1039）された。1995年9月1日にオリジナル名盤シリーズ3（規格品番：TACL-2403）が再発売された。

## 批評
CDジャーナルは、「貫禄と妖艶さが増し、悲哀のこもった豊かな歌声が魅力的に響く。」と評した。

## 収録曲
| #         | タイトル                 | 作詞         | 作曲       | 編曲      | 時間  |
| --------- | ------------------------ | ------------ | ---------- | --------- | ----- |
| A1.       | 「黄昏」                 | 荒木とよひさ | 川口真     | 川口真    | 3:54  |
| A2.       | 「悲しみが涙と踊ってる」 | 荒木とよひさ | 三木たかし | 芳野藤丸  | 4:20  |
| A3.       | 「桃源郷」               | 荒木とよひさ | 三木たかし | 芳野藤丸  | 4:05  |
| A4.       | 「スキャンダル」         | 荒木とよひさ | 三木たかし | 佐孝康夫  | 3:27  |
| A5.       | 「傷心」                 | 荒木とよひさ | 三木たかし | 芳野藤丸  | 4:23  |
| B1.       | 「ジャスミン慕情」       | 小林和子     | 芳野藤丸   | 芳野藤丸  | 4:33  |
| B2.       | 「愛に疲れて」           | 荒木とよひさ | 筒美京平   | 川口真    | 4:17  |
| B3.       | 「あなたの空」           | 三浦徳子     | 佐藤健     | 芳野藤丸  | 4:08  |
| B4.       | 「エレジー」             | 飛鳥涼       | 飛鳥涼     | 瀬尾一三  | 3:46  |
| B5.       | 「時の流れに身をまかせ」 | 荒木とよひさ | 三木たかし | 川口真    | 4:09  |
| 合計時間: | 合計時間:                | 合計時間:    | 合計時間:  | 合計時間: | 41:02 |